# Bojt
Bojt község Hajdú-Bihar vármegyében, a Berettyóújfalui járásban.

## Fekvése
A Kis-Körös bal partján fekszik, földrajzi szempontból a Bihari-sík északi vidékén.
A közvetlen szomszédos települések: észak felől Hencida, északkelet felől Kismarja, kelet felől Nagykereki, délkelet felől Bedő, dél felől Biharkeresztes, nyugat felől Váncsod, északkelet felől pedig Gáborján. 

### Megközelítése
Csak közúton közelíthető meg, Hencida vagy Biharkeresztes érintésével, a 4817-es úton. Közigazgatási határai között áthalad ugyan az M4-es autóút is, de annak nincs csomópontja a község területén, csak egy pihenőhelye van a falu északi határszéle közelében.
Vasútvonal nem érinti, a legközelebbi vasúti csatlakozási lehetőséget a Püspökladány–Biharkeresztes-vasútvonal Biharkeresztes vasútállomása kínálja, mintegy 6 kilométerre délre.

## Története
Bojt nevét már a XIII. században említi a Váradi regestrum. 1452-ben Both alakban, később pedig Boyt néven fordult elő neve a korabeli oklevelekben. 1447-ben a Tholdy család birtokaként említették.
1552-ben Bojthy Gáspár, Thorday Péter, Poják Antal, Zenyesi László volt a település birtokosa. 1732-ben Beleznay András, Tholdalaghy Mihály és Rákossy Ferenc birtokaként volt írva. Bojt településhez tartoztak még a Kékes, Lányi, és Tokaj puszták is. Kékes puszta régen község volt, 1319-ben Benedek csanádi püspök és rokonsága volt itt birtokos.

## Közélete

### Polgármesterei
| Időszak   | Polgármester              | Párt        |
| --------- | ------------------------- | ----------- |
| 1990–1994 | Pető Zsigmond             | nem ismert  |
| 1994–1998 | Aranyi Ferenc             | független   |
| 1998–2002 | Aranyi Ferenc             | független   |
| 2002–2006 | Aranyi Ferenc             | független   |
| 2006–2010 | Vass Mária                | független   |
| 2010–2014 | Vass Mária                | független   |
| 2014–2016 | Vass Mária                | független   |
| 2016–2019 | Bereginé Szegedi Hajnalka | független   |
| 2019–2024 | Bereginé Szegedi Hajnalka | független   |
| 2024–     | Bereginé Szegedi Hajnalka | Fidesz-KDNP |

A településen 2016. június 19-én időközi polgármester-választást (és képviselő-testületi választást) tartottak, az előző képviselő-testület önfeloszlatása miatt.

## Népesség
A település népességének változása:
| Lakosok száma | 546  | 547  | 551  | 554  | 489  | 492  | 466  |
|               | 2013 | 2014 | 2015 | 2021 | 2022 | 2023 | 2024 |

2001-ben a település lakosságának 89%-a magyar, 10%-a cigány, 1%-a német nemzetiségűnek vallotta magát.
A 2011-es népszámlálás során a lakosok 90,2%-a magyarnak, 33,8% cigánynak, 1,7% románnak mondta magát (9,6% nem nyilatkozott; a kettős identitások miatt a végösszeg nagyobb lehet 100%-nál). A vallási megoszlás a következő volt: római katolikus 4,9%, református 57,8%, görögkatolikus 0,4%, felekezeten kívüli 17,2% (15,7% nem válaszolt).
2022-ben a lakosság 94,3%-a vallotta magát magyarnak, 19,6% cigánynak, 8,8% románnak, 1,4% egyéb, nem hazai nemzetiségűnek (3,7% nem nyilatkozott; a kettős identitások miatt a végösszeg nagyobb lehet 100%-nál). Vallásuk szerint 46,6% volt református, 3,7% római katolikus, 1,4% görög katolikus, 1,4% ortodox, 1,6% egyéb keresztény, 0,2% egyéb katolikus, 27% felekezeten kívüli (18% nem válaszolt).

## Nevezetességek
- Református temploma - 1680-ban épült.
- Nagy-rét: Hajdú-Bihar megye védett természeti értéke.
- A településtől nyugatra halad el a szarmaták által 324 és 337 között épített, az Alföldet körbekerülő Csörsz-árok vagy más néven Ördögárok nyomvonala.

## Külső hivatkozások
- Bojt Nagy-rét